# Агбулаг (Сюникская область)
Агбулаг (арм. Աղբուլաղ, азерб. Ağbulaq — «белый ручей») — село в Горисском муниципалитете Сюникской области Армении.

## Население
Согласно переписи населения 2011 года, село в настоящее время заброшено и незаселено.